# Groupe E du Championnat d'Europe de football 2020
Navigation
- A
- B
- C
- D
- E
- F

- Huitièmes
- Quarts
- Demies
- Finale

Le groupe E de l'Euro 2020, aura lieu du 14 au 23 juin 2021 au Stade La Cartuja de Séville et au Stade Krestovski de Saint-Pétersbourg. Le groupe est composé de l'Espagne en tant que pays hôte ainsi que la Pologne, la Suède et la Slovaquie.

## Description du groupe et participants
Au début de la compétition, l’Espagne fait office de favori du groupe E. Les Espagnols ont l'avantage de jouer leurs trois matchs de poule à domicile à Séville.
Malgré l'absence sur blessure de Zlatan Ibrahimović, la Suède fait office d'outsider dans ce groupe, après avoir atteint les quarts de finale lors la Coupe du Monde en 2018.
Après une participation ratée lors de la dernière Coupe du Monde (élimination dès la phase de poule), la Pologne a, elle, l'ambition de se qualifier au moins pour les huitièmes de finale. Les Polonais disputent leur quatrième Championnat d’Europe d’affilée et comptent sur l'attaquant Robert Lewandowski, récompensé par le trophée de « meilleur footballeur de l’année FIFA » en 2020 pour y parvenir.
| Position au tirage au sort | Équipe    | Chapeau | Méthode de qualification                        | Date de qualification | Participations | Dernière participation | Meilleure performance passée         | Classement des éliminatoires de novembre 2019 | Classement FIFA de juin 2021 |
| -------------------------- | --------- | ------- | ----------------------------------------------- | --------------------- | -------------- | ---------------------- | ------------------------------------ | --------------------------------------------- | ---------------------------- |
| E1                         | Espagne   | 1       | Vainqueur du Groupe F                           | 15 octobre 2019       | 11ème          | 2016                   | Champion d'Europe (1964, 2008, 2012) | 5                                             | 6                            |
| E3                         | Pologne   | 2       | Vainqueur du Groupe G                           | 13 octobre 2019       | 4ème           | 2016                   | Quart-de-finaliste (2016)            | 8                                             | 18                           |
| E2                         | Suède     | 3       | Deuxième du Groupe F                            | 15 novembre 2019      | 7ème           | 2016                   | Demi-finaliste (1992)                | 17                                            | 21                           |
| E4                         | Slovaquie | 4       | Vainqueur de la Voie de la Ligue B des barrages | 12 novembre 2020      | 2ème           | 2016                   | Huitième-de-finaliste (2016)         | 22                                            | 36                           |

## Villes et stades
| [[Fichier:Europe laea location map with borders.svg\|175px\|{{#if:\|{{{alt}}}\|Groupe E du Championnat d'Europe de football 2020 est dans la page Europe.]]Séville Saint-Pétersbourg | Séville           | Saint-Pétersbourg          |
| --- | ----------------- | -------------------------- |
| [[Fichier:Europe laea location map with borders.svg\|175px\|{{#if:\|{{{alt}}}\|Groupe E du Championnat d'Europe de football 2020 est dans la page Europe.]]Séville Saint-Pétersbourg | Stade La Cartuja  | Stade de Saint-Pétersbourg |
| [[Fichier:Europe laea location map with borders.svg\|175px\|{{#if:\|{{{alt}}}\|Groupe E du Championnat d'Europe de football 2020 est dans la page Europe.]]Séville Saint-Pétersbourg | Capacité : 57 619 | Capacité : 69 500          |
| [[Fichier:Europe laea location map with borders.svg\|175px\|{{#if:\|{{{alt}}}\|Groupe E du Championnat d'Europe de football 2020 est dans la page Europe.]]Séville Saint-Pétersbourg | Stade La Cartuja  | Stade de Saint-Pétersbourg |

## Classement
| v · m | Équipe    | Pts | J | G | N | P | Bp | Bc | Diff |
| ----- | --------- | --- | - | - | - | - | -- | -- | ---- |
| 1     | Suède     | 7   | 3 | 2 | 1 | 0 | 4  | 2  | +2   |
| 2     | Espagne   | 5   | 3 | 1 | 2 | 0 | 6  | 1  | +5   |
| 3     | Slovaquie | 3   | 3 | 1 | 0 | 2 | 2  | 7  | -5   |
| 4     | Pologne   | 1   | 3 | 0 | 1 | 2 | 4  | 6  | -2   |

Source : UEFA
En cas d'égalité de points de plusieurs équipes à l'issue des matchs de groupe, les critères suivants sont appliqués dans l'ordre indiqué pour établir leur classement : Critères de départage en phase de groupes
En huitièmes de finale,
- Le vainqueur du Groupe E affrontera l'équipe classée troisième du Groupe A, B, C ou D.
- Le deuxième du Groupe E affrontera le deuxième du Groupe D.
- Le troisième du Groupe E (s'il fait partie des quatre meilleurs troisièmes) affronterait le vainqueur du Groupe B ou du Groupe C.

## Matchs

### Pologne - Slovaquie
| Match 9                    | Pologne              | 1 - 2   | Slovaquie                                          | Stade Krestovski, Saint-Pétersbourg                                            |                                                                                |
| 14 juin 2021 18h00 (19h00) | ( Rybus) Linetty 46e | (0 - 1) | 18e (csc) Szczęsny (Mak ) · 69e Škriniar (Hamšík ) | Spectateurs : 12 862 Arbitrage : Ovidiu Haţegan Arbitre vidéo : Marco Di Bello | Spectateurs : 12 862 Arbitrage : Ovidiu Haţegan Arbitre vidéo : Marco Di Bello |
| 14 juin 2021 18h00 (19h00) | Rapport              |         |                                                    | Spectateurs : 12 862 Arbitrage : Ovidiu Haţegan Arbitre vidéo : Marco Di Bello | Spectateurs : 12 862 Arbitrage : Ovidiu Haţegan Arbitre vidéo : Marco Di Bello |

| Pologne | Slovaquie |

| POLOGNE :       |    |                       |          |     |
|                 |    |                       |          |     |
| Gardien de but  | 1  | Wojciech Szczęsny     |          |     |
|                 | 13 | Maciej Rybus          |          | 74e |
|                 | 5  | Jan Bednarek          |          |     |
|                 | 15 | Kamil Glik            |          |     |
|                 | 18 | Bartosz Bereszyński   |          |     |
|                 | 14 | Mateusz Klich         |          | 85e |
|                 | 10 | Grzegorz Krychowiak   | 22e, 62e |     |
|                 | 8  | Karol Linetty         |          | 74e |
|                 | 20 | Piotr Zieliński       |          | 85e |
|                 | 9  | Robert Lewandowski    |          |     |
|                 | 21 | Kamil Jóźwiak         |          |     |
| Remplaçants :   |    |                       |          |     |
|                 | 19 | Przemysław Frankowski |          | 74e |
|                 | 26 | Tymoteusz Puchacz     |          | 74e |
|                 | 16 | Jakub Moder           |          | 85e |
|                 | 11 | Karol Świderski       |          | 85e |
| Sélectionneur : |    |                       |          |     |
| Paulo Sousa     |    |                       |          |     |

| SLOVAQUIE :     |    |                  |     |       |
|                 |    |                  |     |       |
| Gardien de but  | 1  | Martin Dúbravka  |     |       |
|                 | 15 | Tomáš Hubočan    | 20e |       |
|                 | 14 | Milan Škriniar   |     |       |
|                 | 5  | Ľubomír Šatka    |     |       |
|                 | 2  | Peter Pekarík    |     | 79e   |
|                 | 20 | Róbert Mak       |     | 87e   |
|                 | 25 | Jakub Hromada    |     | 79e   |
|                 | 19 | Juraj Kucka      |     |       |
|                 | 18 | Lukáš Haraslín   |     | 87e   |
|                 | 17 | Marek Hamšík     |     |       |
|                 | 8  | Ondrej Duda      |     | 90+2e |
| Remplaçants :   |    |                  |     |       |
|                 | 13 | Patrik Hrošovský |     | 79e   |
|                 | 24 | Martin Koscelník |     | 79e   |
|                 | 21 | Michal Ďuriš     |     | 87e   |
|                 | 6  | Tomáš Suslov     |     | 87e   |
|                 | 11 | Ján Greguš       |     | 90+2e |
| Sélectionneur : |    |                  |     |       |
| Štefan Tarkovič |    |                  |     |       |

| Assistants : Radu Ghinguleac Sebastian Gheorghe Quatrième arbitre : István Kovács Homme du match : Milan Škriniar |

### Espagne - Suède
| Match 10           | Espagne | 0 - 0   | Suède | Stade La Cartuja, Séville                                                      |                                                                                |
| 14 juin 2021 21h00 |         | (0 - 0) |       | Spectateurs : 10 559 Arbitrage : Slavko Vinčić Arbitre vidéo : Bastian Dankert | Spectateurs : 10 559 Arbitrage : Slavko Vinčić Arbitre vidéo : Bastian Dankert |
| 14 juin 2021 21h00 | Rapport |         |       | Spectateurs : 10 559 Arbitrage : Slavko Vinčić Arbitre vidéo : Bastian Dankert | Spectateurs : 10 559 Arbitrage : Slavko Vinčić Arbitre vidéo : Bastian Dankert |

| Espagne | Suède |

| ESPAGNE :       |    |                  |     |
|                 |    |                  |     |
| Gardien de but  | 23 | Unai Simón       |     |
|                 | 18 | Jordi Alba       |     |
|                 | 4  | Pau Torres       |     |
|                 | 24 | Aymeric Laporte  |     |
|                 | 6  | Marcos Llorente  |     |
|                 | 26 | Pedri            |     |
|                 | 16 | Rodri            | 66e |
|                 | 8  | Koke             | 87e |
|                 | 19 | Dani Olmo        | 74e |
|                 | 7  | Álvaro Morata    | 66e |
|                 | 11 | Ferran Torres    | 74e |
| Remplaçants :   |    |                  |     |
|                 | 10 | Thiago Alcántara | 66e |
|                 | 22 | Pablo Sarabia    | 66e |
|                 | 21 | Mikel Oyarzabal  | 74e |
|                 | 9  | Gerard Moreno    | 74e |
|                 | 17 | Fabián Ruiz      | 87e |
| Sélectionneur : |    |                  |     |
| Luis Enrique    |    |                  |     |

| SUÈDE :         |    |                     |     |     |
|                 |    |                     |     |     |
| Gardien de but  | 1  | Robin Olsen         |     |     |
|                 | 6  | Ludwig Augustinsson |     |     |
|                 | 24 | Marcus Danielson    |     |     |
|                 | 3  | Victor Lindelöf     |     |     |
|                 | 2  | Mikael Lustig       | 55e | 75e |
|                 | 10 | Emil Forsberg       |     | 84e |
|                 | 8  | Albin Ekdal         |     |     |
|                 | 20 | Kristoffer Olsson   |     | 84e |
|                 | 7  | Sebastian Larsson   |     |     |
|                 | 11 | Alexander Isak      |     | 69e |
|                 | 9  | Marcus Berg         |     | 69e |
| Remplaçants :   |    |                     |     |     |
|                 | 22 | Robin Quaison       |     | 69e |
|                 | 17 | Viktor Claesson     |     | 69e |
|                 | 16 | Emil Krafth         |     | 75e |
|                 | 26 | Jens Cajuste        |     | 84e |
|                 | 5  | Pierre Bengtsson    |     | 84e |
| Sélectionneur : |    |                     |     |     |
| Janne Andersson |    |                     |     |     |

| Assistants : Tomaž Klančnik Andraž Kovačič Quatrième arbitre : Davide Massa Homme du match : Victor Lindelöf |

### Suède - Slovaquie
| Match 19                   | Suède               | 1 - 0   | Slovaquie | Stade Krestovski, Saint-Pétersbourg                                         |                                                                             |
| 18 juin 2021 15h00 (16h00) | Forsberg 77e (pen.) | (0 - 0) |           | Spectateurs : 11 525 Arbitrage : Daniel Siebert Arbitre vidéo : Marco Fritz | Spectateurs : 11 525 Arbitrage : Daniel Siebert Arbitre vidéo : Marco Fritz |
| 18 juin 2021 15h00 (16h00) | Rapport             |         |           | Spectateurs : 11 525 Arbitrage : Daniel Siebert Arbitre vidéo : Marco Fritz | Spectateurs : 11 525 Arbitrage : Daniel Siebert Arbitre vidéo : Marco Fritz |

| Suède | Slovaquie |

| SUÈDE :         |    |                     |     |       |
|                 |    |                     |     |       |
| Gardien de but  | 1  | Robin Olsen         |     |       |
|                 | 6  | Ludwig Augustinsson |     | 88e   |
|                 | 24 | Marcus Danielson    |     |       |
|                 | 3  | Victor Lindelöf     |     |       |
|                 | 2  | Mikael Lustig       |     |       |
|                 | 10 | Emil Forsberg       |     | 90+3e |
|                 | 8  | Albin Ekdal         |     | 88e   |
|                 | 20 | Kristoffer Olsson   | 23e | 64e   |
|                 | 7  | Sebastian Larsson   |     |       |
|                 | 11 | Alexander Isak      |     |       |
|                 | 9  | Marcus Berg         |     | 64e   |
| Remplaçants :   |    |                     |     |       |
|                 | 17 | Viktor Claesson     |     | 64e   |
|                 | 22 | Robin Quaison       |     | 64e   |
|                 | 13 | Gustav Svensson     |     | 88e   |
|                 | 5  | Pierre Bengtsson    |     | 88e   |
|                 | 16 | Emil Krafth         |     | 90+3e |
| Sélectionneur : |    |                     |     |       |
| Janne Andersson |    |                     |     |       |

| SLOVAQUIE :     |    |                  |     |     |
|                 |    |                  |     |     |
| Gardien de but  | 1  | Martin Dúbravka  | 76e |     |
|                 | 15 | Tomáš Hubočan    |     | 84e |
|                 | 14 | Milan Škriniar   |     |     |
|                 | 5  | Ľubomír Šatka    |     |     |
|                 | 2  | Peter Pekarík    |     | 69e |
|                 | 13 | Patrik Hrošovský |     | 84e |
|                 | 19 | Juraj Kucka      |     |     |
|                 | 20 | Róbert Mak       |     | 77e |
|                 | 17 | Marek Hamšík     |     | 77e |
|                 | 24 | Martin Koscelník |     |     |
|                 | 8  | Ondrej Duda      | 80e |     |
| Remplaçants :   |    |                  |     |     |
|                 | 18 | Lukáš Haraslín   |     | 69e |
|                 | 7  | Vladimír Weiss   | 87e | 69e |
|                 | 11 | László Bénes     |     | 75e |
|                 | 21 | Michal Ďuriš     |     | 84e |
|                 | 16 | Dávid Hancko     |     | 84e |
| Sélectionneur : |    |                  |     |     |
| Štefan Tarkovič |    |                  |     |     |

| Assistants : Jan Seidel Rafael Foltyn Quatrième arbitre : Georgi Kabakov Homme du match : Alexander Isak |

### Espagne - Pologne
| Match 24           | Espagne              | 1 - 1   | Pologne                    | Stade La Cartuja, Séville                                                           |                                                                                     |
| 19 juin 2021 21h00 | ( Moreno) Morata 25e | (1 - 0) | 54e Lewandowski (Jóźwiak ) | Spectateurs : 11 742 Arbitrage : Daniele Orsato Arbitre vidéo : Massimiliano Irrati | Spectateurs : 11 742 Arbitrage : Daniele Orsato Arbitre vidéo : Massimiliano Irrati |
| 19 juin 2021 21h00 | Rapport              |         |                            | Spectateurs : 11 742 Arbitrage : Daniele Orsato Arbitre vidéo : Massimiliano Irrati | Spectateurs : 11 742 Arbitrage : Daniele Orsato Arbitre vidéo : Massimiliano Irrati |

| Espagne | Pologne |

| ESPAGNE :       |    |                 |       |     |
|                 |    |                 |       |     |
| Gardien de but  | 23 | Unai Simón      |       |     |
|                 | 18 | Jordi Alba      |       |     |
|                 | 4  | Pau Torres      | 81e   |     |
|                 | 24 | Aymeric Laporte |       |     |
|                 | 6  | Marcos Llorente |       |     |
|                 | 26 | Pedri           |       |     |
|                 | 16 | Rodri           | 90+5e |     |
|                 | 8  | Koke            |       | 68e |
|                 | 19 | Dani Olmo       |       | 61e |
|                 | 7  | Álvaro Morata   |       | 87e |
|                 | 9  | Gerard Moreno   |       | 68e |
| Remplaçants :   |    |                 |       |     |
|                 | 11 | Ferran Torres   |       | 61e |
|                 | 17 | Fabián Ruiz     |       | 68e |
|                 | 22 | Pablo Sarabia   |       | 68e |
|                 | 21 | Mikel Oyarzabal |       | 87e |
| Sélectionneur : |    |                 |       |     |
| Luis Enrique    |    |                 |       |     |

| POLOGNE :       |    |                       |       |     |
|                 |    |                       |       |     |
| Gardien de but  | 1  | Wojciech Szczęsny     |       |     |
|                 | 5  | Jan Bednarek          |       | 85e |
|                 | 15 | Kamil Glik            |       |     |
|                 | 18 | Bartosz Bereszyński   |       |     |
|                 | 24 | Tymoteusz Puchacz     |       |     |
|                 | 14 | Mateusz Klich         | 36e   | 55e |
|                 | 16 | Jakub Moder           | 57e   | 85e |
|                 | 21 | Kamil Jóźwiak         | 59e   |     |
|                 | 20 | Piotr Zieliński       |       |     |
|                 | 11 | Karol Świderski       |       | 68e |
|                 | 9  | Robert Lewandowski    | 90+3e |     |
| Remplaçants :   |    |                       |       |     |
|                 | 6  | Kacper Kozłowski      |       | 55e |
|                 | 19 | Przemysław Frankowski |       | 68e |
|                 | 3  | Paweł Dawidowicz      |       | 85e |
|                 | 8  | Karol Linetty         |       | 85e |
| Sélectionneur : |    |                       |       |     |
| Paulo Sousa     |    |                       |       |     |

| Assistants : Alessandro Giallatini Fabiano Preti Quatrième arbitre : Stéphanie Frappart Homme du match : Jordi Alba |

### Suède - Pologne
| Match 33                   | Suède                                                                   | 3 - 2   | Pologne                                                      | Stade Krestovski, Saint-Pétersbourg                                            |                                                                                |
| 23 juin 2021 18h00 (19h00) | Forsberg 2e · ( Kulusevski) Forsberg 59e · ( Kulusevski) Claesson 90+4e | (1 - 0) | 61e Lewandowski (Zieliński ) · 84e Lewandowski (Frankowski ) | Spectateurs : 14 252 Arbitrage : Michael Oliver Arbitre vidéo : Chris Kavanagh | Spectateurs : 14 252 Arbitrage : Michael Oliver Arbitre vidéo : Chris Kavanagh |
| 23 juin 2021 18h00 (19h00) | Rapport                                                                 |         |                                                              | Spectateurs : 14 252 Arbitrage : Michael Oliver Arbitre vidéo : Chris Kavanagh | Spectateurs : 14 252 Arbitrage : Michael Oliver Arbitre vidéo : Chris Kavanagh |

| Suède | Pologne |

| SUÈDE :         |    |                     |     |     |
|                 |    |                     |     |     |
| Gardien de but  | 1  | Robin Olsen         |     |     |
|                 | 6  | Ludwig Augustinsson |     |     |
|                 | 24 | Marcus Danielson    | 10e |     |
|                 | 3  | Victor Lindelöf     |     |     |
|                 | 2  | Mikael Lustig       |     | 68e |
|                 | 10 | Emil Forsberg       |     | 78e |
|                 | 20 | Kristoffer Olsson   |     |     |
|                 | 8  | Albin Ekdal         |     |     |
|                 | 7  | Sebastian Larsson   |     |     |
|                 | 11 | Alexander Isak      |     | 68e |
|                 | 22 | Robin Quaison       |     | 55e |
| Remplaçants :   |    |                     |     |     |
|                 | 21 | Dejan Kulusevski    |     | 55e |
|                 | 9  | Marcus Berg         |     | 68e |
|                 | 16 | Emil Krafth         |     | 68e |
|                 | 17 | Viktor Claesson     |     | 78e |
| Sélectionneur : |    |                     |     |     |
| Janne Andersson |    |                     |     |     |

| POLOGNE :       |    |                       |     |     |
|                 |    |                       |     |     |
| Gardien de but  | 1  | Wojciech Szczęsny     |     |     |
|                 | 5  | Jan Bednarek          |     |     |
|                 | 15 | Kamil Glik            | 83e |     |
|                 | 18 | Bartosz Bereszyński   |     |     |
|                 | 24 | Tymoteusz Puchacz     |     | 46e |
|                 | 14 | Mateusz Klich         |     | 73e |
|                 | 10 | Grzegorz Krychowiak   | 74e | 78e |
|                 | 21 | Kamil Jóźwiak         |     | 61e |
|                 | 20 | Piotr Zieliński       |     |     |
|                 | 11 | Karol Świderski       |     |     |
|                 | 9  | Robert Lewandowski    |     |     |
| Remplaçants :   |    |                       |     |     |
|                 | 19 | Przemysław Frankowski |     | 46e |
|                 | 24 | Jakub Świerczok       |     | 61e |
|                 | 6  | Kacper Kozłowski      |     | 73e |
|                 | 17 | Przemysław Płacheta   |     | 78e |
| Sélectionneur : |    |                       |     |     |
| Paulo Sousa     |    |                       |     |     |

| Assistants : Stuart Burt Simon Bennett Quatrième arbitre : Anthony Taylor Homme du match : Emil Forsberg |

### Slovaquie - Espagne
| Match 34           | Slovaquie | 0 - 5   | Espagne | Stade La Cartuja, Séville                                                          |                                                                                    |
| 23 juin 2021 18h00 |           | (0 - 2) | 30e (csc) Dúbravka (Sarabia ) · 45+3e Laporte (Moreno ) · 56e Sarabia (Alba ) · 67e F. Torres (Sarabia ) · 71e (csc) Kucka (P. Torres ) | Spectateurs : 11 204 Arbitrage : Björn Kuipers Arbitre vidéo : Pol van Boekel (en) | Spectateurs : 11 204 Arbitrage : Björn Kuipers Arbitre vidéo : Pol van Boekel (en) |
| 23 juin 2021 18h00 | Rapport   |         | | Spectateurs : 11 204 Arbitrage : Björn Kuipers Arbitre vidéo : Pol van Boekel (en) | Spectateurs : 11 204 Arbitrage : Björn Kuipers Arbitre vidéo : Pol van Boekel (en) |

| Slovaquie | Espagne |

| SLOVAQUIE :     |    |                   |       |     |
|                 |    |                   |       |     |
| Gardien de but  | 1  | Martin Dúbravka   |       |     |
|                 | 15 | Tomáš Hubočan     |       |     |
|                 | 14 | Milan Škriniar    | 90+4e |     |
|                 | 5  | Ľubomír Šatka     |       |     |
|                 | 2  | Peter Pekarík     |       |     |
|                 | 20 | Róbert Mak        |       | 69e |
|                 | 25 | Jakub Hromada     |       | 46e |
|                 | 19 | Juraj Kucka       |       |     |
|                 | 18 | Lukas Haraslin    |       | 69e |
|                 | 17 | Marek Hamšík      |       | 90e |
|                 | 8  | Ondrej Duda       | 12e   | 46e |
| Remplaçants :   |    |                   |       |     |
|                 | 22 | Stanislav Lobotka |       | 46e |
|                 | 21 | Michal Ďuriš      |       | 46e |
|                 | 7  | Vladimír Weiss    |       | 69e |
|                 | 10 | Tomáš Suslov      |       | 69e |
|                 | 11 | László Bénes      |       | 90e |
| Sélectionneur : |    |                   |       |     |
| Štefan Tarkovič |    |                   |       |     |

| ESPAGNE :       |    |                   |     |     |
|                 |    |                   |     |     |
| Gardien de but  | 23 | Unai Simón        |     |     |
|                 | 18 | Jordi Alba        | 60e |     |
|                 | 24 | Aymeric Laporte   |     |     |
|                 | 12 | Eric García       |     | 71e |
|                 | 2  | César Azpilicueta |     | 77e |
|                 | 26 | Pedri             |     |     |
|                 | 5  | Sergio Busquets   | 40e | 71e |
|                 | 8  | Koke              |     |     |
|                 | 9  | Gerard Moreno     |     | 77e |
|                 | 7  | Álvaro Morata     |     | 66e |
|                 | 22 | Pablo Sarabia     |     |     |
| Remplaçants :   |    |                   |     |     |
|                 | 11 | Ferran Torres     |     | 66e |
|                 | 10 | Thiago Alcántara  |     | 71e |
|                 | 4  | Pau Torres        |     | 71e |
|                 | 20 | Adama Traoré      |     | 77e |
|                 | 21 | Mikel Oyarzabal   |     | 77e |
| Sélectionneur : |    |                   |     |     |
| Luis Enrique    |    |                   |     |     |

| Assistants : Sander van Roekel Erwin Zeinstra Quatrième arbitre : Stéphanie Frappart Homme du match : Sergio Busquets |

## Homme du match
| Match | Résultats | Résultats | Résultats | Homme du match  |
| ----- | --------- | --------- | --------- | --------------- |
| 9     | Pologne   | 1 - 2     | Slovaquie | Milan Škriniar  |
| 10    | Espagne   | 0 - 0     | Suède     | Victor Lindelöf |
| 19    | Suède     | 1 - 0     | Slovaquie | Alexander Isak  |
| 24    | Espagne   | 1 - 1     | Pologne   | Jordi Alba      |
| 33    | Suède     | 3 - 2     | Pologne   | Emil Forsberg   |
| 34    | Slovaquie | 0 - 5     | Espagne   | Sergio Busquets |

## Statistiques

### Classement des buteurs
3 buts    
- Robert Lewandowski
- Emil Forsberg

1 but  
- Aymeric Laporte
- Álvaro Morata
- Pablo Sarabia
- Ferran Torres
- Karol Linetty
- Milan Škriniar
- Viktor Claesson

1 but contre son camp  
- Wojciech Szczęsny (face à la Slovaquie)
- Martin Dúbravka (face à l'Espagne)
- Juraj Kucka (face à l'Espagne)

### Classement des passeurs
2 passes 
- Gerard Moreno
- Pablo Sarabia dont 1 sur  (csc)
- Dejan Kulusevski

1 passe 
- Jordi Alba
- Pau Torres  sur  (csc)
- Przemysław Frankowski
- Kamil Jóźwiak
- Maciej Rybus
- Wojciech Szczęsny
- Marek Hamšík
- Róbert Mak  sur  (csc)